# Yeniçelik, Vezirköprü
Yeniçelik là một xã thuộc huyện Vezirköprü, tỉnh Samsun, Thổ Nhĩ Kỳ. Dân số thời điểm năm 2010 là 480 người.